# Linea S50 (rete celere del Canton Ticino)
La linea S50 della rete celere del Canton Ticino collega Biasca (talora Airolo) all'aeroporto di Milano-Malpensa, passando per le città di Bellinzona, Lugano, Mendrisio e Varese. Il servizio è operato da TiLo.

## Storia
La linea viene attivata nel novembre 2014 sul tracciato Stabio-Mendrisio, con occasionali prosecuzioni fino a Bellinzona; il capoluogo ticinese è poi diventato capolinea fisso in concomitanza col prolungamento meridionale della tratta fino a Varese, attuato nel gennaio 2018.
Secondo il progetto originario il capolinea italiano della linea avrebbe dovuto essere l'aeroporto di Milano Malpensa; nel giugno 2017 la Regione Lombardia tuttavia optò unilateralmente per attivare il tratto Varese-aeroporto mediante la linea S40 da e per Como.
Tale decisione, motivata con la necessità di non sovrapporsi agli orari ferroviari in vigore sulle relazioni da e per il Piemonte impieganti l'interscambio di Gallarate, ha causato proteste da parte delle autorità ticinesi, che avevano caldeggiato l'istituzione di una relazione diretta tra Lugano e il maggior aeroporto nord-italiano. Successivi summit tra le parti hanno tuttavia confermato l'intenzione di istituire, in tempi successivi, la relazione diretta in questione mediante la S50.
Quest'ultimo proposito s'è poi avverato il 9 giugno 2019, allorché la S50 ha sostituito la S40 nel tratto Varese-Malpensa.
Dal 2 aprile 2021, previa entrata in servizio della galleria del Ceneri, la linea ha dismesso per quasi tutte le sue corse alcune fermate intermedie "montane" (Lamone-Cadempino, Taverne-Torricella, Mezzovico, Rivera-Bironico, che sono passate nel servizio della linea S90 Giubiasco-Lugano-Mendrisio) e ha prolungato a nord il suo capolinea fino a Biasca via Castione-Arbedo; alcune corse proseguono poi ulteriormente da e per Airolo.

## Orario di servizio

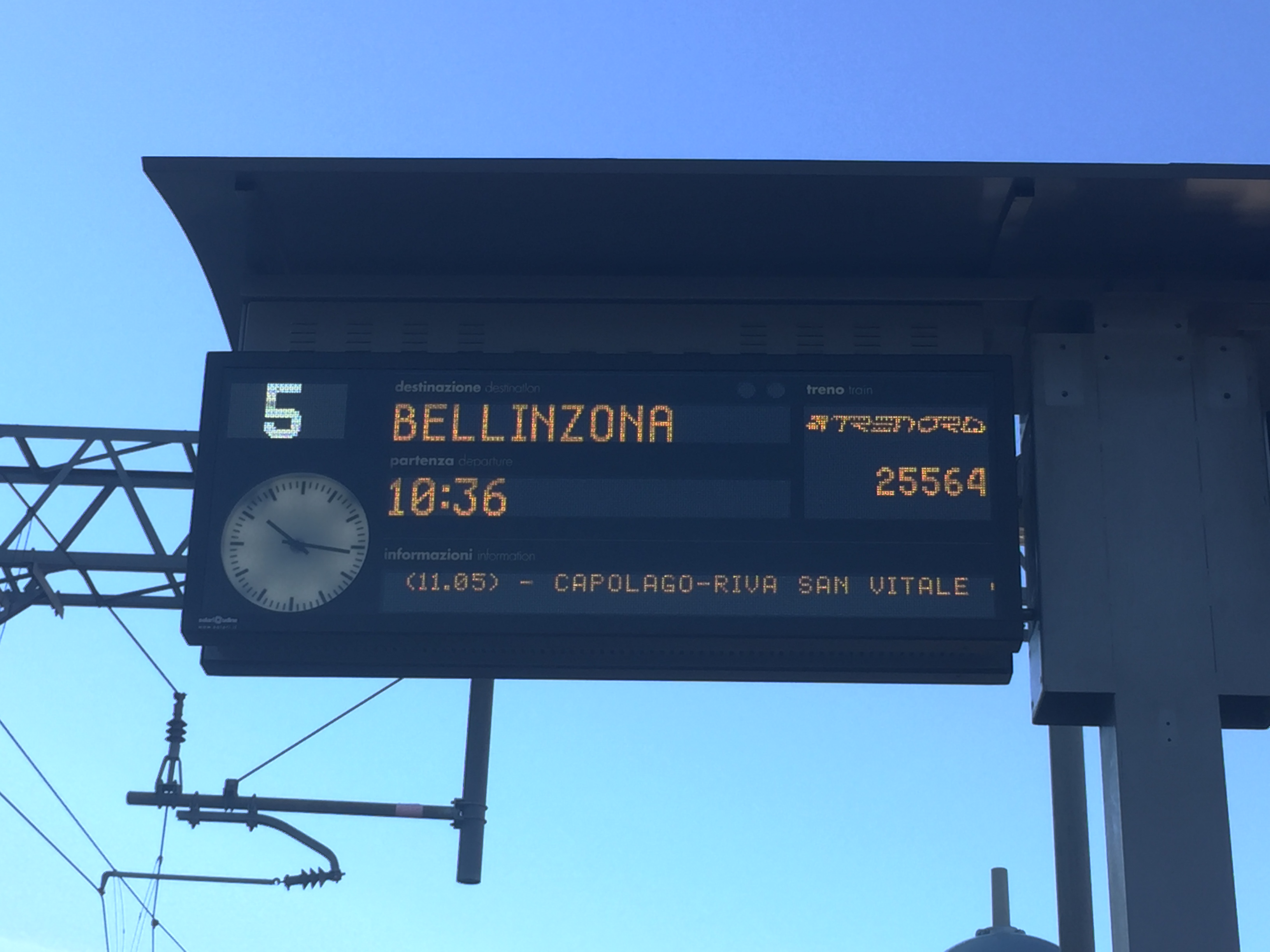
Teleindicatore a LED nella stazione di Varese, annunciante un treno S50 per Bellinzona.

Per i primi quattro anni d'esercizio la linea fu operativa a cadenzamento semiorario solo nei giorni feriali e unicamente nelle ore di maggior frequentazione. Con l'apertura della bretella tra Arcisate e Stabio il servizio è rimasto a carattere feriale, ma il cadenzamento è divenuto orario. I treni che effettuano tutte le fermate intermedie in territorio elvetico sono designati suburbani, quelli invece che fermano solo in alcune hanno qualifica di regionali. Dal 2019, con il prolungamento all'aeroporto di Malpensa, il servizio viene espletato sette giorni su sette.
Sono previste le coincidenze a Varese con i treni regionali e suburbani da e per Milano e Treviglio, a Mendrisio, Lugano e Bellinzona coi treni regionali e a lunga percorrenza impegnanti la ferrovia del Gottardo, nonché con altre linee celeri.
Per tutto il 2019 il primo treno diretto a sud da Bellinzona non fermava nelle stazioni di Rivera-Bironico, Mezzovico, Taverne-Torricella e Lamone-Cadempino. Col cambio orario del 2 aprile 2021 le corse sono cadenzate ogni ora dalle 4.30 alle 1:00 antimeridiana; tra le 6.00 e le 24.00 i treni transitano nella galleria del Ceneri
La linea si connota per un peculiare rapporto "simbiotico" con la linea S10 Bellinzona-Como. Alla stazione di Mendrisio i treni S50 in salita da Malpensa s'incontrano coi coincidenti S10 da Como: qui vengono agganciati costituendo un unico convoglio, che prosegue la corsa fino a Biasca o Airolo. Viceversa, sul tragitto opposto, il doppio treno bloccato viene separato a Mendrisio, onde proseguire in composizione singola sulle rispettive tratte.

## Materiale rotabile
Tutte le corse utilizzano elettrotreni RABe 524 a quattro casse della società TiLo, appartenenti alla famiglia FLIRT, operati da personale Trenord in territorio italiano e FFS in territorio elvetico.